# Озёрная (станция)
Озёрная — станция Армавир-Туапсинской железной дороги на участке Армавир — Ставрополь. Находилась на хуторе Дёмино Шпаковском районе Ставропольского края.

## История
Появилась в 1916 году, как станция Туапсинской железной дороги, построенной для вывоза зерна
из Ставропольской губернии в порт Туапсе. Рельсы возле станции были убраны во время ликвидации Ставропольского участка Туапсинской железной дороги.